# Майнер, Стив
Стивен С. Майнер (англ. Stephen C. Miner; род. 18 июня 1951) — американский режиссёр и продюсер.

## Карьера
Майнер родился в Уэстпорте в штате Коннектикут. Майнер поработал в качестве режиссёра над многими известными телешоу — «Чудесные годы», «Джейк 2.0», «Фелисити», «Бухта Доусона», «Диагноз: Убийство» и др. Первым крупным проектом Майнера стала должность помощника продюсера хита 1980 года, фильма ужасов «Пятница, 13-е». Благодаря этой работе ему дали должность режиссёра двух сиквелов, «Пятница, 13-е. Часть 2» и «Пятница, 13-е. Часть 3 в 3D». Майнер — единственный режиссёр, снявший больше одного фильма во всей франшизе. В 1986 году он поставил комедийный ужастик «Дом», в котором снялся его сын в роли мальчика, которого защищает главный герой (Уильям Кэтт) от монстров.
Позже он снял такие известные триллеры, как «Хэллоуин: 20 лет спустя» и «Лэйк Плэсид: Озеро страха». В 2008 году снял одноимённый ремейк классического ужастика Джорджа Ромеро, «День мертвецов», в котором снялись Винг Рэймс, Мина Сувари, Ник Кэннон и звезда фильма «2001 маньяк», Криста Кэмпбелл. Сценарий написал Джеффри Рэддик, автор франшизы «Пункт назначения».

## Фильмография

### Режиссёр
- 1981 — Пятница, 13-е. Часть 2 / Friday, The 13th. Part 2
- 1982 — Пятница, 13-е. Часть 3 в 3D / Friday, The 13th. Part III
- 1986 — Дом / House
- 1986 — Свой в доску / Soul Man
- 1988 — 1989 Чудесные годы / The Wonder Years
- 1989 — Чернокнижник / Warlock
- 1990 — Элвис / Elvis
- 1991 — Храбрых сердцем не сломить / Wild Hearts Can’t Be Broken
- 1992 — Лори Хилл / Laurie Hill
- 1992 — Вечно молодой / Forever Young
- 1994 — Приключения четы Шервуд / Sherwood’s Travels
- 1994 — Мой отец — герой / My Father The Hero
- 1994 — Надежда Чикаго / Chicago Hope
- 1996 — Большие парни / Big Bully
- 1996 — Диагноз: Убийство / Diagnosis: Murder
- 1997 — Относительность / Relativity
- 1997 — Практика / The Practice
- 1998 — Бухта Доусона / Dawson’s Creek
- 1998 — Хэллоуин: 20 лет спустя / Halloween H20: 20 Years Later
- 1999 — Лэйк Плэсид: Озеро страха / Lake Placid
- 2001 — Техасские рейнджеры / Texas Rangers
- 2002 — Дом храбрецов / Home Of The Brave
- 2002 — Тайны Смолвиля / Smallville
- 2003 — Сваха / Miss Match
- 2003 — Карен Сиско / Karen Sisco
- 2004 — Джейк 2.0 / Jake 2.0
- 2004 — Вечное лето / Summerland
- 2004 — Северный берег / North Shore
- 2005 — Дикий огонь / Wildfire
- 2006 — Скарлетт / Scarlett
- 2008 — Список бывших / The Ex List
- 2008 — День мёртвецов / Day Of The Dead
- 2008 — Ясновидец / Psych
- 2008 — Кинозвезда в погонах / Major Movie Star
- 2009 — Добиться или сломаться / Make It Or Break It
- 2009 — Эврика / Eureka
- 2010 — Врата / The Gates
- 2011 — Их перепутали в роддоме / Switched At Birth

### Продюсер
- 1981 — Пятница, 13-е. Часть 2 / Friday, The 13th. Part 2
- 1998 — Бухта Доусона / Dawson’s Creek

### Прочее
- 1972 — Последний дом слева / The Last House On The Left — производственный ассистент и помощник монтажёра
- 1973 — Дело об убийствах при полной луне / Case Of The Full Moon Murders — монтажёр и режиссёр второй команды
- 1975 — Фильмы для взрослых / Video Vixens — помощник монтажёра
- 1978 — Сироты Мэнни / Manny’s Orphans — редактор сценария и продюсер
- 1978 — А вот и тигры / Here Come The Tigers — продюсер, режиссёр второй команды и монтажёр
- 1981 — Пятница, 13-е / Friday, The 13th — ассоциативный продюсер и менеджер второй производственной группы
- 1986 — Ночь пресмыкающихся / Night Of The Creeps — режиссёр второй команды
- 1989 — Чернокнижник / Warlock — продюсер-супервизор